# Dorald Megens
Dorald Megens is een Nederlands nieuwslezer en journalist. 
Hij werkt voor de NOS en is te horen als nieuwslezer op NPO Radio 1 en andere publieke radiozenders. Daarvoor werkte hij bij Omroep Brabant waar hij onder meer het ochtendprogramma presenteerde. 

## Loopbaan
Megens volgde de opleiding journalistiek in Tilburg. In 1991 begon hij bij Omroep Brabant als verslaggever en presenteerde later het ochtendprogramma op de radiozender van de omroep. 
In 1997 ging hij naar de NOS waar hij op de centrale nieuwsredactie de bulletins las. In 2001 maakte hij een uitstapje van naar de redactie van het 3FM Nieuws. Enkele jaren later ging hij weer terug naar de algemene redactie, om op de andere publieke radiozenders nieuws te lezen. Hierdoor is hij te horen op NPO Radio 1 en ook andere publieke zenders zoals NPO Radio 2 en regionale omroepen.